# Caledonian Stadium
Le Caledonian Stadium (officiellement appelé Tulloch Caledonian Stadium pour des raisons de naming) est un stade de football construit en 1996 et situé à Inverness, en Écosse.
D'une capacité de 7 819 places toutes assises, il accueille depuis sa création les matches à domicile de l'Inverness Caledonian Thistle, club du championnat écossais.

## Histoire
Le club d'Inverness Caledonian Thistle est né en 1994 de la fusion du Caledonian F.C. (en) et d'Inverness Thistle FC. Le nouveau club a joué pendant deux ans à Telford Street Park, le stade du Caledonian F.C. (en) en attendant que le Caledonian Stadium soit opérationnel.
Ce nouveau stade devait être construit pour août 1995, comme prévu dans les critères d'accès d'Inverness Caledonian Thistle à la Scottish Football League. 4 sites étaient retenus jusqu'à ce que le council area d'Highland ne tranche en faveur de ce site, situé dans le quartier de Longman (en), à proximité de l'A9 (en) et du pont Kessock (en).
Étant situé à proximité du port et d'une zone du Moray Firth à la navigation relativement dense, l'éclairage nocturne du stade a dû répondre à des critères très stricts pour ne pas interférer avec le trafic dans la baie. Une route de délestage de l'A9 (en) a dû aussi être construite. Le district d'Inverness a financé ses dépassements de budget à hauteur de 900 000 £.
La Scottish Football League a alors accepté de repousser la date limite pour le nouveau stade d'une année, permettant ainsi au club d'accéder à la ligue en 1996. Le stade a pu ouvrir ses portes en novembre 1996 pour un match nul 1-1 entre Inverness CT et Albion Rovers auquel ont assisté quelque 5 000 spectateurs.
Le coût total du stade a été de 5,2 millions de £, financés par la vente des anciens stades du Caledonian F.C. (en) et d'Inverness Thistle FC pour 1,1 million de £, les 900 000 £ du district, 500 000 £ de subvention du Football Trust (en) et tout le reste par le fonds de développement de la région des Highlands (en), les sponsors et les dons des supporteurs.
Quand Inverness CT fut promu en First Division en 2004, le stade ne répondait pas aux critères de la Scottish Football League qui exigeait un minimum de 10 000 places assises (le stade n'en contenant que 2 280 pour un total de 6 280 au total). Inverness CT dut louer le stade d'Aberdeen, le Pittodrie Stadium, pour pouvoir répondre à cette exigence. Toutefois la Scottish Football League accepta très rapidement de baisser la capacité minimum à 6 000 places assises. Les travaux d'aménagement du stade ont été faits au plus tôt, le club n'ayant finalement eu besoin de ne jouer que deux rencontres au Pittodrie Stadium avant de pouvoir réintégrer son stade, mis aux normes avec deux nouvelles tribunes, construites en à peine 47 jours par la Tulloch Construction Company, par ailleurs actionnaire principal du club et qui avait accepté de prendre en charge une partie du coût de ces aménagements. En contrepartie, le stade fut officiellement renommé Tulloch Caledonian Stadium.
En 2007, une quatrième tribune fut ajoutée portant alors la capacité d'accueil à 7 819 places. 
Le stade accueille aussi occasionnellement des concerts : le premier fut celui d'Elton John en 2007 et celui avec la plus grande affluence fut celui de Rod Stewart en 2010 avec 19 400 spectateurs.

## Affluence
Le record d'affluence a été établi le 6 août 2005 pour un match de Premier League entre Inverness CT et les Rangers avec 7 512 spectateurs.
Les moyennes de spectateurs pour les précédentes saisons sont :
- 2014-2015: 3 733 (Premiership)
- 2013-2014: 3 558 (Premiership)
- 2012-2013: 4 038 (Premier League)

## Transport
La gare la plus proche est la gare d'Inverness, située à 20/25 minutes à pied. Le stade est rapidement accessible depuis l'A9 (en).